# Wojciech Nowotny

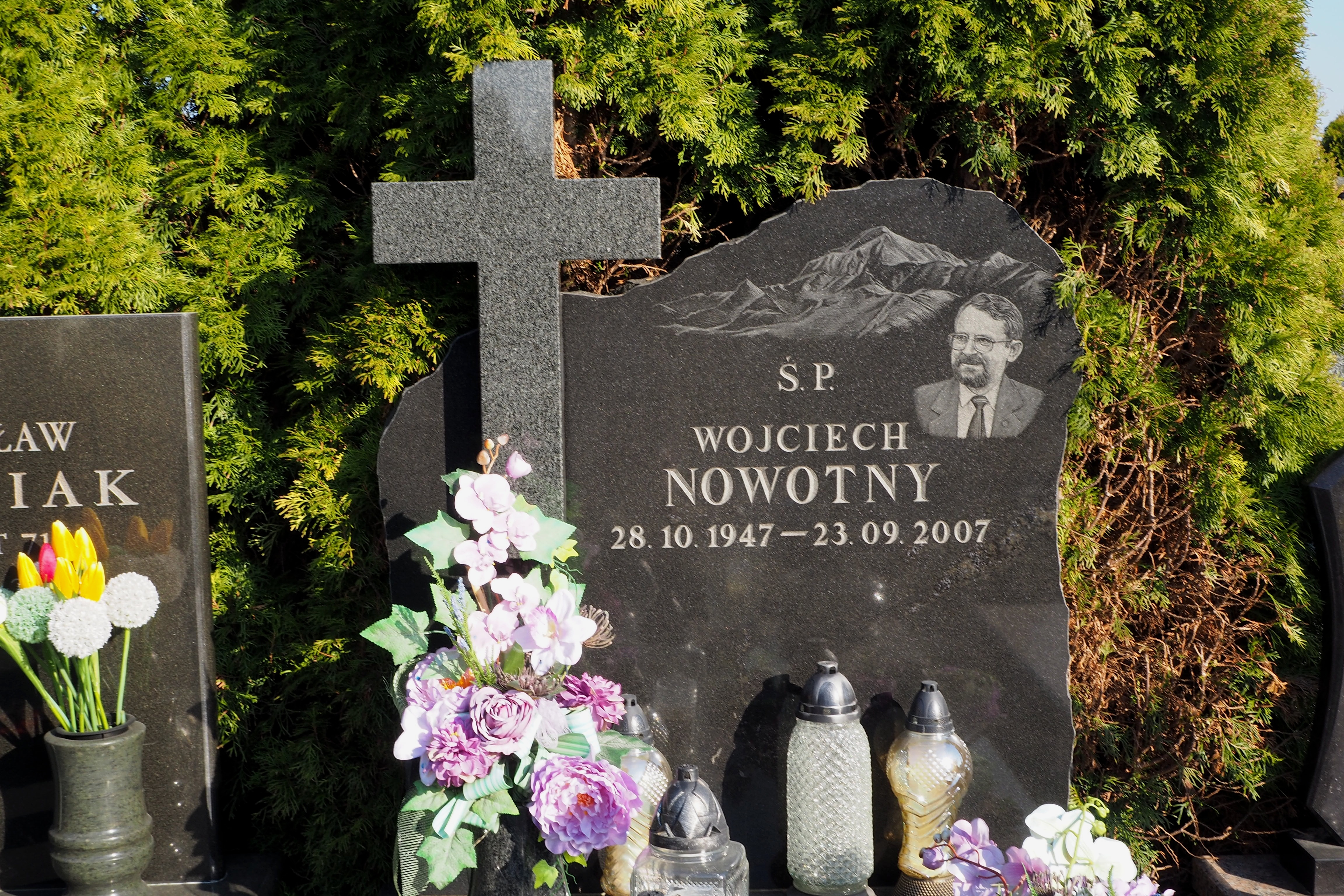
Grób Wojciecha Nowotnego na Cmentarzu w warszawskich Pyrach

Wojciech Nowotny (ur. 1948, zm. 23 września 2007) – polski dziennikarz, instruktor harcerski w stopniu harcmistrza, kierownik wydziału w Głównej Kwaterze ZHP, dyrektor programowy Rozgłośni Harcerskiej w latach 1992–2000.
Był między innymi współorganizatorem Centralnego Rajdu Kopernikańskiego w 1975 oraz komendantem Harcerskiego Festiwalu Kultury Młodzieży Szkolnej „Kielce” w 1976.
Pochowany 28 września 2007 na cmentarzu miejscowym w Pyrach.

## Odznaczenia
- Krzyż Kawalerski Orderu Odrodzenia Polski (16 maja 2001)[1]